# Léčiva
Zentiva, k.s. (dawniej Léčiva a.s.) – firma farmaceutyczna znacząca na rynku Czech i Słowacji. Około 65% produkcji eksportuje na Słowację i na pozostałe rynki Europy Środkowo-Wschodniej i Unii Europejskiej. Jedynym udziałowcem firmy jest Zentiva N.V.